# S/S Södra Wettern

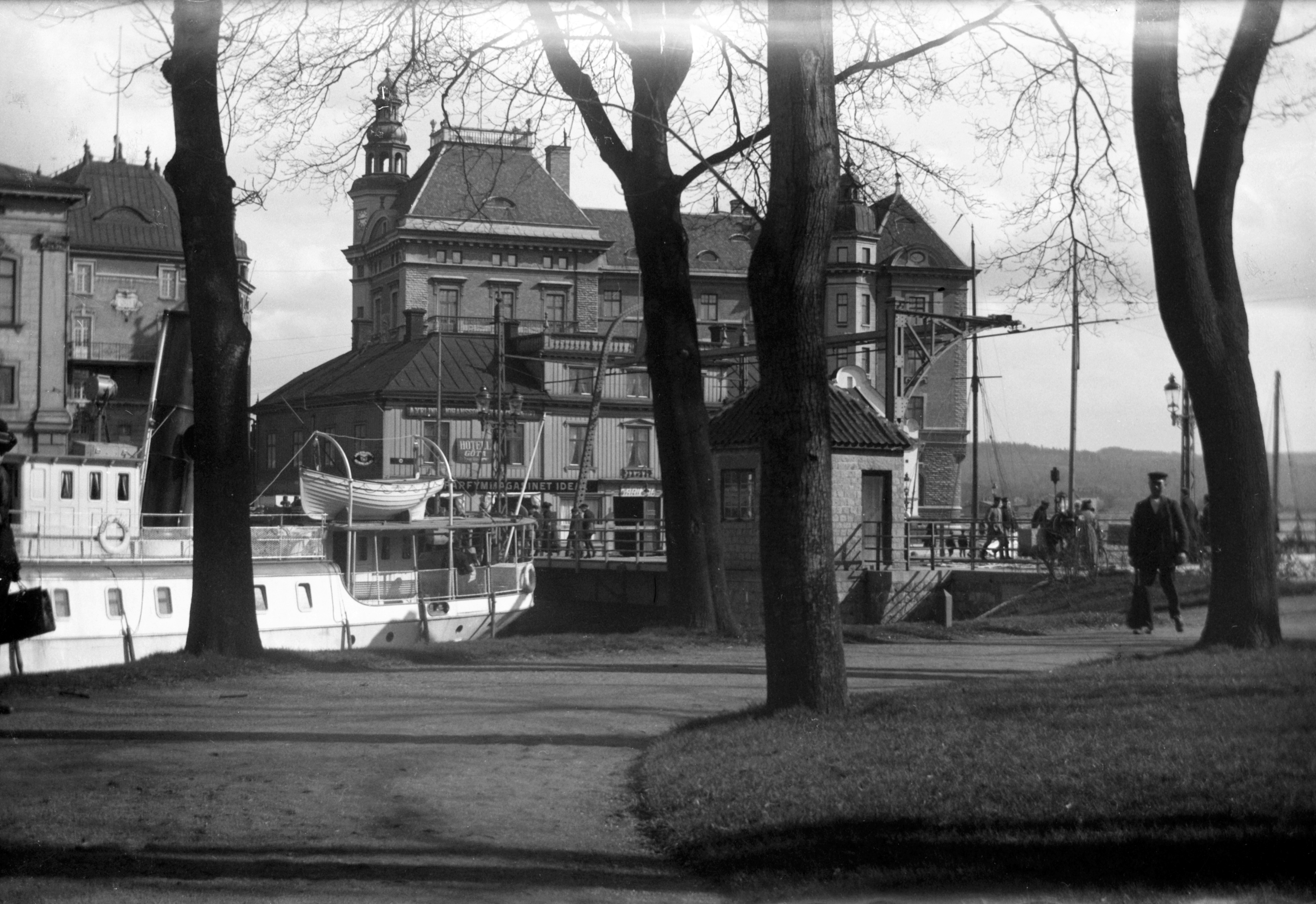
S/S Södra Wettern i Hamnkanalen i Jönköping, mellan 1901 och 1931

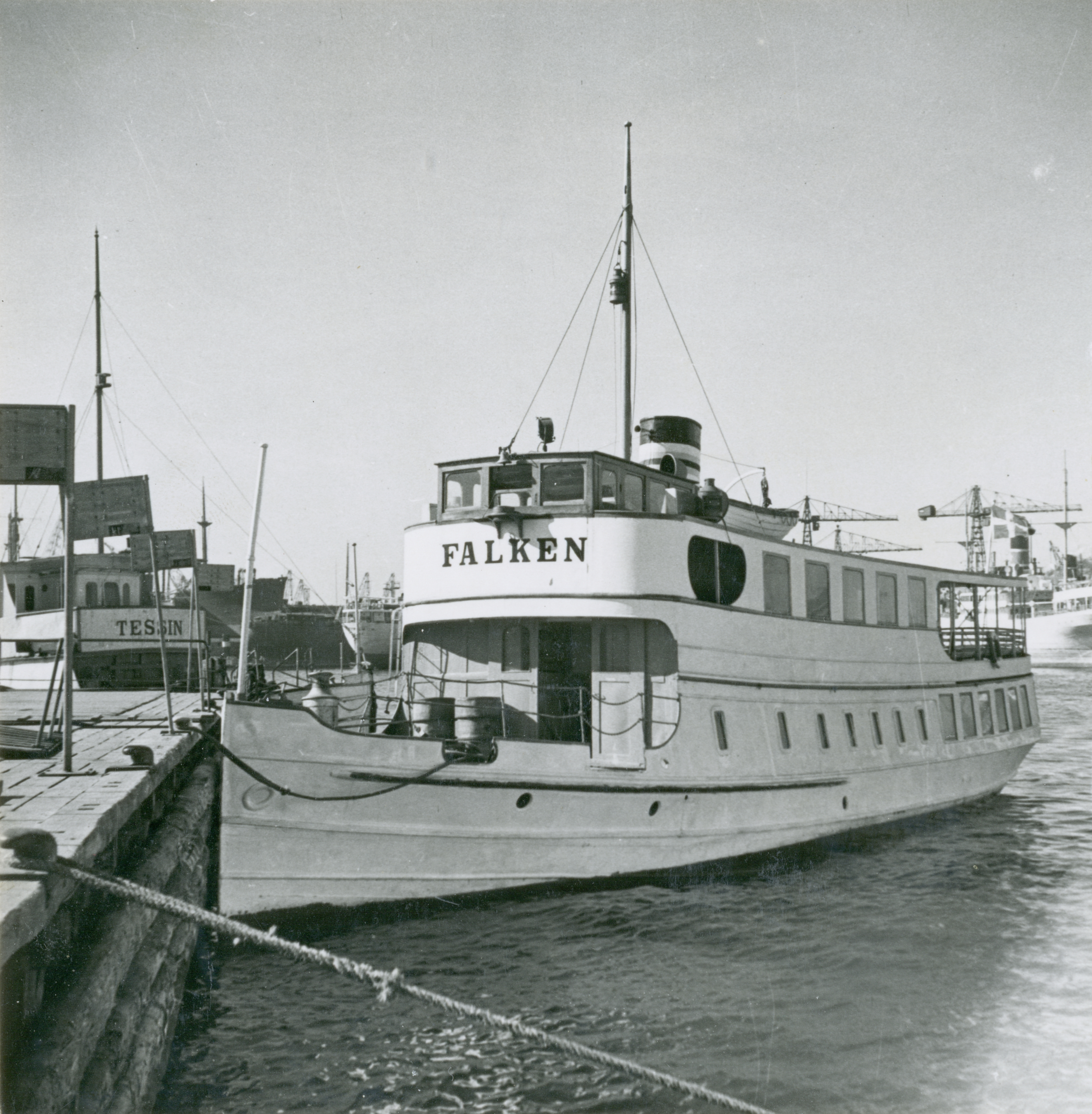
M/S Falken vid Stenpiren i Göteborg, 1948

S/S Södra Wettern var ett svenskt passagerarfartyg som levererades 1891 av Jönköpings Mekaniska Verkstad i Jönköping till Ångbåts AB Södra Wettern i Jönköping och döptes till S/S Guldkroken. Hon sattes in 1892 i trafik på Vättern på traden Jönköping - Hjo - Karlsborg.
Hon kantrade och sjönk 1896 till 11 meters djup i tätt snöfall och kraftig vind vid utbackning från Heldeholms brygga söder om Brandstorp. Efter förlisningen byggdes hon om och renoveras på Jönköpings Mekaniska Verkstad och döps till Södra Wettern och gick i trafik mellan Jönköping och Hjo. Hon såldes samma år till Nya Ångbåts AB Södra Wettern, Jönköping och 1897 vidare till Ångbåts AB Vista i Jönköping. För Vistabolaget gick hon i trafik på rutten Jönköping - Gränna - Visingsö fram till dess rederiet gick i likvidation 1929, varefter hon övertogs 1931 av AB Vättertrafik i Jönköping 1931.
Under perioden 1932–1964 ägdes fartyget av olika intressenter i Göteborg, från 1936 av Trafik AB Öckerö Skärgård på Hälsö som S/S Falken (från 1938 M/S Falken). Hon gick bland annat periodvis som bokbåt för Göteborgs stadsbibliotek
Hon har byggts om flera gånger, motoriserades 1938 och bland annat försetts med ett övre däck.
Åren 1964–1967 var hon upplagd vid Norr Mälarstrand i Stockholm som klubblokal och därefter upplagd vid Fredhäll på Kungsholmen i Stockholm. År 1968 sjönk hon till 15 meters djup utanför Fredhäll.